# 埃米尔·吉列尔斯
埃米尔·格里戈里耶维奇·吉列尔斯（烏克蘭語：Емі́ль Григо́рович Гі́лельс，羅馬化：Emil Grigoryevich Gilels，1916年10月19日—1985年10月14日），又译吉利尔斯，苏联钢琴家，普遍被认作20世纪最伟大的钢琴家之一。

## 生平

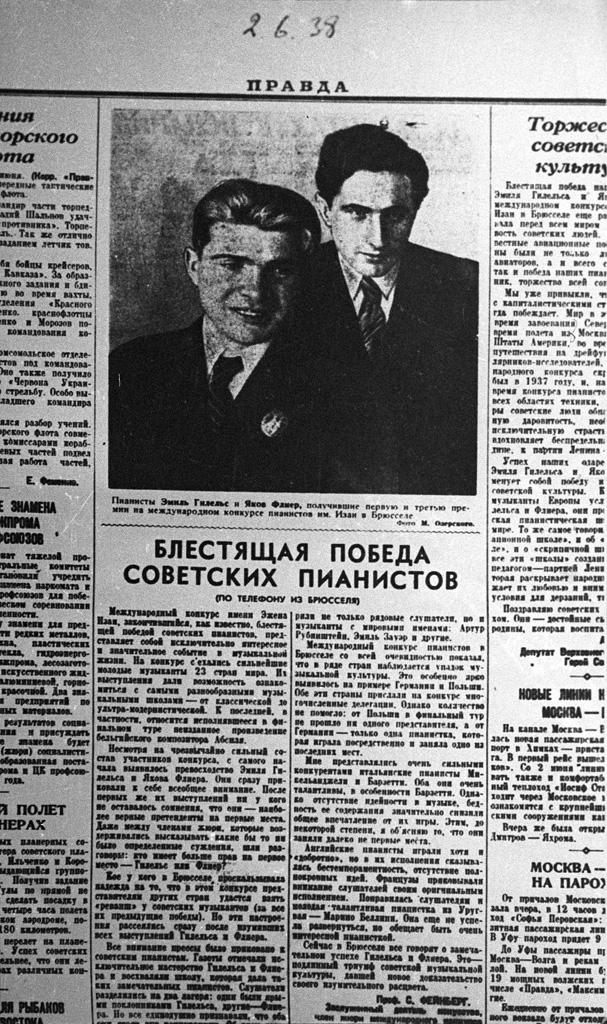
在比利时伊丽莎白女王音乐比赛上分别获得第一名和第三名的苏联钢琴家吉列尔斯（左）和雅科夫·弗拉基米罗维奇·弗利尔（《真理报》，1938年5月）

吉列尔斯的钢琴演奏以近乎完美的技巧、明亮的音色和强健的力度著称，他的曲目范围很广，尤其以演绎贝多芬、勃拉姆斯、舒曼等人的作品出名，巴洛克音乐、20世纪音乐也是他的常演曲目。吉列尔斯还有大量的唱片作品，其中不少精彩演绎被乐评家奉为圭臬，例如曾获1984年留声机奖的录音作品“贝多芬第29钢琴奏鸣曲”。
吉列尔斯不仅是一名杰出的钢琴独奏家，也与他人合作演奏室内乐，例如贝多芬四重奏、鲍罗丁弦乐四重奏、阿马德乌斯四重奏等团体。钢琴家扎克、小提琴家克雷默、妹妹伊丽莎维塔等人也是吉列尔斯经常一起演出的搭档。1950年，吉列尔斯和小提琴家柯岗（吉列尔斯的妹夫）、大提琴家罗斯特罗波维奇曾组建一个室内乐三重奏。

### 青年时代
吉列尔斯出生于俄国港口城市敖德萨（今属乌克兰），父母都是犹太人。吉列尔斯六岁开始学习钢琴，13岁即进入敖德萨音乐学院，师从列英巴尔德。1932年，来学校访问的波兰钢琴家鲁宾斯坦对吉列尔斯的天赋赞叹不已，两人也从此成为终身挚友。
吉列尔斯1933年在首届全苏音乐比赛获得第一名，得到观众和评委极高的评价。一起参加比赛的还有他的妹妹伊丽莎维塔，兄妹俩还得到斯大林的公开赞赏。随后开始的全国巡演让吉列尔斯不堪重负，无暇练琴，于是他回到敖德萨继续静心学习，甚至回绝了莫斯科音乐学院的转学邀请。

### 扬名欧洲
1935年从敖德萨音乐学院毕业后，吉列尔斯进入莫斯科音乐学院，跟随钢琴家涅高兹学习，并重新开始举办音乐会。然而师生两人之间的关系并不十分融洽，涅高兹始终认为吉列尔斯只是个技巧出众的学生，对于他的音乐并不认可。直到1936年指挥家克伦佩勒到莫斯科和吉列尔斯合作演出了贝多芬第三钢琴协奏曲之后，涅高兹才终于表示这是“杰出的表演”。
1936和1938年，吉列尔斯分别在维也纳音乐学院比赛和布鲁塞尔的伊丽莎白女王音乐比赛中获得第二名和第一名。尤其是在后者夺魁之后吉列尔斯声名大噪，流亡美国的苏联钢琴家拉赫玛尼诺夫听到吉列尔斯的广播录音后大加赞赏，甚至把自己从安東·鲁宾斯坦处所获的奖章和证书转交给吉列尔斯，并把吉列尔斯的名字写在证书上，作为把他视作音乐接班人的认可。

### 战争岁月
在比利时获奖之后，吉列尔斯受邀到纽约1939年世界博览会进行美国首演，但这个计划随后因二战爆发而搁浅。二战中，吉列尔斯常常到前线劳军演出，并开始大量演奏拉赫玛尼诺夫和普罗科菲耶夫等人的作品，普罗科菲耶夫的第八钢琴奏鸣曲即由吉列尔斯于1944年在莫斯科首演。吉列尔斯于1942年加入苏联共产党，曾在1943年的波茨坦会议上表演。
战争期间，吉列尔斯的老师涅高兹被怀疑为德国间谍而入狱，吉列尔斯利用演出的机会接触到斯大林，并为涅高兹求情。斯大林稍作犹豫后答应了这个请求，将涅高兹流放到斯维尔德洛夫斯克。吉列尔斯和其他几位学生为涅高兹在当地谋得教职，并定期探望，这段经历让两人弥合了当年的嫌隙。

### 二战后
1945年起，吉列尔斯和小提琴家奥伊斯特拉赫等苏联艺术家第一批获准前往西方世界演出。1955年10月，吉列尔斯与美国费城管弦乐团和指挥奥曼迪合作演出的柴可夫斯基第一钢琴协奏曲大获成功，成为1921年普罗科菲耶夫之后第一位到美国演出的苏联音乐家，音乐评论家哈罗德·勋伯格评价他是“钢琴小巨人”（little giant）。
1952至1974年间吉列尔斯担任莫斯科音乐学院的教授，他还是柴可夫斯基国际音乐比赛前四届赛事的评委会主席。
二十世纪六十至七十年代间，吉列尔斯作为世界最优秀的钢琴家之一，每年有九个月在各国巡回演出。1981年，吉列尔斯在阿姆斯特丹一场音乐会后突发心肌梗塞，从此健康状况持续下降。1985年10月14日，吉列尔斯在莫斯科一家医院体检时突发肾衰竭逝世，后安葬于莫斯科新圣女公墓。

## 荣誉奖项
- 斯大林奖（1946年）
- 列宁勋章（1961、1966、1976年）
- 列宁奖（1962年）
- 艺术与文学勋章（法国）（1967年）
- 利奥波德勋章（比利时）（1968年）
- 社会主义劳动英雄（1976年）

## 作品節選

### 商業錄音
- (CD). 20世紀偉大鋼琴家（英语：Great Pianists of the 20th Century） 34. Philips Classics. 1998. 456 793-2.
- (CD). 20世紀偉大鋼琴家 35. Philips Classics. 1999. 456 796-2.
- (CD). 20世紀偉大鋼琴家 36. Philips Classics. 456 799-2.